# Operação Outono
Operação Outono (deutsch: Operation Herbst) ist ein Politthriller des portugiesischen Regisseurs Bruno de Almeida aus dem Jahr 2012. Der Film schildert die Hintergründe der Operation der Staatspolizei PIDE, die zur Ermordung des oppositionellen Generals Humberto Delgado führte. Er wurde am 18. November 2012 im Rahmen des Lisbon & Estoril Film Festival im Cinema São Jorge in Lissabon uraufgeführt und kam am 22. November 2012 in Portugal in die Kinos.

## Handlung
Die Handlung des Films spannt sich von 1964 bis 1981. Er stellt die Vorbereitungen der PIDE zur Ermordung von Delgado im Februar 1965 dar und endet mit der gerichtlichen Aufarbeitung nach der Nelkenrevolution und der Verurteilung der Agenten.